# Daicon Opening Animations
Die Daicon Opening Animations sind zwei 8-mm-Anime-Kurzfilme, die für die Conventions Daicon III und Daicon IV 1981 und 1983 (die 20. und 22. Ausgabe der Japan Science Fiction Convention) produziert wurden. Sie wurden von einer Gruppe von Amateur-Animatoren unter dem Namen „Daicon Film“ erstellt, aus denen später das Animationsstudio Gainax hervorging. Die Filme wurden bekannt für ihre für Amateure ungewöhnlich hohe Produktionsqualität und für zahlreiche Anspielungen auf die Otaku-Kultur sowie für die unerlaubte Nutzung diverser Figuren und anderer Werke.

## Inhalt

### Daicon III
Ein Raumschiff der Ultraman-Wissenschaftspatrouille sinkt auf die Erde herab, während ein Schulmädchen hinter einem Baum alles beobachtet. Die Wissenschaftspatrouille bietet dem Mädchen einen Becher Wasser an und bittet sie, diesen zu „Daicon“ zu bringen. Das Mädchen salutiert und rennt los. Sie gerät aber schnell in Schwierigkeiten, als Punk Dragon ihr den Weg versperrt. Er beschwört einen Mech aus Starship Troopers herauf. Er und das Mädchen beginnen zu kämpfen. Das Mädchen wirft den Mech zur Seite und Gamera erhebt sich aus der Erde. Mit einem in ihrem Rucksack versteckten Booster fliegt das Mädchen in den Himmel und weicht Gameras Explosion aus, während der Mech ihr hinterherfliegt. Sie setzen ihren Kampf in der Luft fort. Ein Schlag des Mech lässt das Mädchen stürzen und gefährdet damit ihren Becher mit Wasser. Im letzten Moment hat sie eine Vision von der Wissenschaftspatrouille und kommt wieder zu sich. Sie schnappt sich den Becher, bevor er auf den Boden fällt.
Sie nimmt den Kampf mit dem Mech wieder auf, fängt eine seiner Raketen und schleudert sie auf ihn zurück, was zu einer gewaltigen Explosion führt. Der zerstörte Mech startet eine Rakete und beschwört Godzilla mit dem Ideon-Symbol. Daraufhin verfolgen King Ghidorah und Gamera das Mädchen, während sie mit ihrem Rucksack mit Düsenantrieb durch die Luft fliegt. Ein Sternenzerstörer und ein TIE-Fighter aus Star Wars sowie marsianische Kampfmaschinen aus dem Film Kampf der Welten durchqueren den Hintergrund. Das Mädchen greift in ihren Rucksack und zieht ein Bambuslineal heraus, das sich auf magische Weise in ein Lichtschwert verwandelt. Nachdem sie einen außerirdischen Baltan in zwei Hälften geschnitten hat, schießt das Mädchen eine Reihe von Miniaturraketen aus ihrem Rucksack ab. Von einer der Raketen getroffen, fängt ein Maser-Panzer aus der Godzilla-Serie Feuer. Die Atragon zerbricht in zwei Teile, während die Yamato, die USS Enterprise, ein X-Wing-Jäger und ein Daimajin in einem völligen Chaos explodieren.
Das Mädchen schüttet ihre Tasse Wasser auf einen verschrumpelten, im Boden vergrabenen Rettich. Als der Daikon das Wasser aufsaugt, verwandelt er sich in das Raumschiff „Daicon“. Das Mädchen, das nun eine Marineuniform trägt, geht an Bord des Schiffes, wo die Produzenten des Films, Toshio Okada und Yasuhiro Takeda, am Steuer sitzen. Während das Fahrwerk eingefahren wird, fliegt die Daicon in die Weiten des Universums hinaus.

### Daicon IV
Die Eröffnungsanimation Daicon IV beginnt mit einer gekürzten, 90-sekündigen Nacherzählung der Eröffnungsanimation Daicon III. Danach ist das Mädchen aus dem vorherigen Film erwachsen und trägt ein Hasenkostüm. Sie kämpft gegen eine Vielzahl von Sci-Fi-Monstern und einem Mecha aus Gundam. Sie springt dann in einen Alienschwarm und wirft sie zur Seite. Anschließend liefert sie sich ein Lichtschwertduell mit Darth Vader, während im Hintergrund Stormtrooper sitzen und in einer Ecke der Todesstern thront. Von einer Klippe aus wirft ein Xenomorph mit künstlichen Beinen – eine Anspielung auf die Monster von Dai Sentai Goggle V, die, wenn sie groß werden, dieselben Metallbeine haben. Das Mädchen wird mit einem Energiestoß zu Boden geschleudert und der Dynaman-Roboter versucht sie zu zerquetschen. Das Mädchen hebt den Roboter mit übermenschlicher Kraft hoch und schmettert ihn gegen eine Klippe. Plötzlich taucht der Stormbringer am Himmel auf. Das Mädchen springt darauf auf und surft davon. Es werden einige Szenen gezeigt, die nichts mit der Haupthandlung zu tun haben, wie z. B. Yoda als Yū Ida, der eine japanische Comedy-Nummer mit verschiedenen Figuren im Publikum aufführt. Das Mädchen reitet immer noch auf dem Stormbringer, als sie in eine Formation von Ultrahawk 1 gerät. Dann erscheinen die Yamato, die Arcadia, sowie eine VF-1 Valkyrie, ein variabler Kampfjet aus Macross, der mit einem Gundam-ähnlichen Strahlenschwert bewaffnet ist. In einem Otaku-Café kommt es zu einer Luftschlacht. Das Mädchen taucht dann in einer Welt voller amerikanischer Comic-Superhelden auf. Eine Vielzahl von Maschinen und Figuren fliegen an ihr vorbei ins Weltall. Zurück an Land springt das Mädchen vom Stormbringer und das Schwert zerfällt in sieben Teile, die durch den Himmel fliegen und in sieben Farben in Rauch aufgehen. Es wird eine Sequenz von berühmten Raumschiffen gezeigt, die ineinander krachen. Dann explodiert plötzlich eine Atombombe über einer unbewohnten Stadt und hinterlässt eine Flut von Kirschblütenblättern. Nach und nach wird die Erde umgewälzt und es entstehen neue Welten. Als ein von der Daicon abgefeuerter Strahl den Himmel durchquert, sprießt und wächst üppiges Grün. Dann schwenkt die Kamera über eine riesige Menge fiktiver Figuren, die Sonne geht auf, die Kamera zoomt auf das Sonnensystem hinaus und das Daicon-Logo wird eingeblendet.
Danach wird noch ein kurzer Blick hinter die Kulissen geworfen. Der Film endet mit einer Verbeugung des Mädchens vor dem Publikum.

## Produktion und Veröffentlichung

### Daicon III
Daicon III wurde von einer Gruppe von Fans produziert, die Studenten der Osaka University of Arts waren. Die Gruppe, auch als „Daicon Group“  oder „Daicon Film“ bezeichnet, entstand aus der Initiative von Toshio Okada und Yosuhiro Takeda. Die beiden sicherten sich den Auftrag, die Japan Science Fiction Convention des Jahres 1981 auszurichten, die den Namen Daicon III tragen sollte. Okada und Takeda waren zuvor bereits mit der Firma General Products aktiv, die selbstgefertigte Garage Kits verkaufte. Für den Film der Eröffnungsfeier wollten sie kein eingekauftes Material verwenden, sondern entschieden sich für die Produktion eines eigenen Eröffnungsfilms. Über einen gemeinsamen Freund machten sie Bekanntschaft mit den Kunststudenten Hideaki Anno und Hiroyuki Yamaga, die beide noch im ersten Semester waren. Anno beeindruckte schon beim ersten Treffen mit seinen Fähigkeiten als Animator. Die beiden wurden als Animatoren engagiert. Später brachte Yamaga noch Takami Akai hinzu, der sich eigentlich nur überreden ließ, weil die Arbeit im Gegensatz zu den meisten Tätigkeiten für Erstsemester eine Bezahlung versprach. Die Produktion selbst fand in einem freien Raum in der Stickerei von Okadas Eltern statt.
Bei der Produktion wurden unorthodoxe Methoden angewandt, die Branchenstandards ignorierten. So konnte man sich keine Animations-Cels leisten. Man kaufte sich nur eine einzelne und kaufte mit dieser als Muster eine Rolle Vinyl-Folien aus dem Großhandel, die man dann zu Folien schnitt. Als Papier wurde einfaches Druckerpapier aus dem Bürobedarf verwendet. Ideen und Skizzen entwickelte man noch auf Papier mit Daumenkino, das einzige, womit die Hobby-Animatoren bis dahin Erfahrung hatten. Viele in der professionellen Filmproduktion verwendete Methoden und Abläufe waren ihnen ebenfalls unbekannt. Die Sparmaßnahmen führten zu besonderen Herausforderungen. So hält Farbe auf den einfachen Vinyl-Folien nicht so gut wie auf Animationsfolien. Halterungen für die Folien wurden selbstgebastelt anstatt teuer eingekauft, ebenso wie Kameragestellt und Tisch für die Ablichtung der Bilder improvisiert wurden. Die Folien konnten auch nicht, wie sonst üblich, leicht übereinander gestapelt werden, und detaillierte Hintergründe konnten wegen des großen Aufwands dafür ebenfalls nicht angefertigt werden. Entsprechend gerieten die Animationen allesamt flach und es gab auch keine Hintergründe, die einen Eindruck von Tiefe vermitteln konnten. Bewegungen finden in Daicon III nur parallel zur Bildebene statt und ein Eindruck von Tiefe wird nur durch die Bewegung beziehungsweise die Relation von Größe und Bewegung verschiedener Bildobjekte oder die Skalierung sich in die Tiefe bewegender Objekte erzeugt. Die Bildkomposition ist in der Regel eine Einpunktperspektive. Laut Lamarre erzeugt diese Animationsmethode einen Eindruck ständiger Unruhe und Bewegung, in der sich der Betrachter selbst befindet, die kaum eine Übersicht über die Situation zulässt. Er beschreibt es als „superplanar image“, in dem Bewegung und Raumtiefe stets in die vorderste Bildebene gedrängt werden und jedes Bildelement ein möglicher Bildfokus zu sein scheint. Schließlich wurde der Film erst kurz vor Vorführung fertiggestellt. Für den erst zu spät auf der Veranstaltung ankommenden Manga- und Animepionier Osamu Tezuka wurde am Abend eine zweite Vorführung arrangiert. Bei dieser Gelegenheit merkte er an, dass zwar sehr viele Charaktere im Film vorkamen, jedoch keine von ihm.
Im Film werden die Songs Runaway von Bill Conti aus dem Soundtrack zum James-Bond-Film James Bond 007 – In tödlicher Mission von 1981 verwendet, ohne Genehmigung der Rechteinhaber. Trotz der einfachen, günstigen Mittel und dass man für die gezeigten Figuren gar nicht die Rechte erworben hatte, verschuldete sich die Gruppe um 2 Millionen Yen. Daher wurden Videokassetten und 8-mm-Rollen des Films verkauft, um die Schulden abzubezahlen. Dazu produzierte man noch Bonusmaterial wie Booklets und exklusive Illustrationen. Die Verkäufe waren schließlich so zahlreich, dass ein Gewinn erwirtschaftet werden konnte. Dieser floss in die Produktion von Daicon IV und weiteren Filmen des Studios. Lawrence Eng zählt die Filme damit zu den ersten Beispielen von Original Video Animations (OVA). Jonathan Clements nennt sie einen inoffiziellen Vorläufer der OVAs.

### Daicon IV
Nachdem die Gruppe auch den Auftrag für die Organisation der Japan Sci-Fi Convention 1983 unter dem Namen Daicon IV erhalten hatte, wurde Daicon Film im Frühling 1982 als Unternehmen gegründet. Die Veranstaltung sollte die größte ihrer Art in Japan werden und das sollte sich auch in einem neuen Eröffnungsfilm abbilden. Zur Vorbereitung, zum Anlernen weiterer Mitarbeiter und zur Entwicklung eines Produktionsprozesses sollte das neue Studio daher drei kurze Filme produzieren, ehe es an den Eröffnungsfilm ging. Die neuen Beteiligten wurden durch den ersten Teil an der letzten Convention auf Daicon Film aufmerksam. In direkter Reaktion auf dei Vorführung des ersten wurden Anno und Yamaga von Studio Nue für die Produktion von Chojiku Yosei Macross als Animatoren engagiert und konnten so sehr früh ihre professionelle Karriere starten. Sie brachten das Know-how nun auch in die Produktionen von Daicon Film ein. Über diese Verbindung zum Team von Macross kamen außerdem Mahiro Maeda und Yoshiyuki Sadamoto ins Team von Daicon Film. Eine weitere Unterstützung der Filmproduktion kam von Okadas und Takedas Firma General Products, deren inzwischen eröffneter Laden als Treffpunkt des Teams und Ort der Rekrutierung neuer Mitarbeiter des Studios diente. Schließlich entstanden als Übungsfilme des Studios: Die Superhelden-Parodie Kaiketsu Notenki, die Super-Sentai-Parodie Aikoku Sentai Dainippon und Kaettekita Ultraman, eine Adaption von Ultraman. Die Kurzfilme wurden auf Veranstaltungen vorgeführt und auf Video zum Verkauf angeboten.
Schließlich begann die Produktion des Eröffnungsfilms für die Daicon IV. Es waren zwölf Personen beteiligt, darunter Yamaga als Regisseur sowie Anno und Akai als Animationsverantwortliche. Das Unternehmen sollte organisierter ablaufen als beim ersten Film und man mietete die Halle einer alten Näherei in Morinomiya als Studio. Der Raum wurde so gut genutzt wie es möglich war und auch die Nacht durch gearbeitet. Allerdings war die Halle nachts verschlossen und die Klimaanlage ausgeschaltet, sodass in der Halle im heißen japanischen Sommer extreme Arbeitsbedingungen entstanden. Yasuhiro Takeda beschrieb es als wortwörtlich einen „Sweatshop“. Für den Film wurden auch, als einer der ersten Animes, Computeranimationen verwendet. Die 3D-Graphiken wurden an einem PC-9800 berechnet. Die Animationstechnik aus Daicon III wurde weiterentwickelt, die Schnitte sind im zweiten Film schneller und die Action noch dichter. Wie im ersten Film wird der Eindruck von Tiefe und Bewegung durch Skalierung der Objekte in Einpunktperspektive erzeugt, diese Methode dabei aber noch verfeinert. Unerwartete Bewegungen beziehungsweise Veränderungen in der Bewegung lassen die Perspektive und Animation komplexer erscheinen. Auch die Zahl der Auftritte bekannter Figuren aus Film und Science Fiction ist viel größer als im ersten Film. Meist sind diese nur kurz in Kamerafahrten über große Gruppen zu erkennen und so für den Zuschauer bei weitem nicht alle so schnell erkennbar. Zusammen mit den vielen Schnitten und schneller Action wird eine Informationsflut erzeugt, die den Zuschauer überwältigen soll.  Da Osamu Tezuka in jedem Fall diesen zweiten Film sehen sollte, wurden auch einige Auftritte seiner Charaktere darin eingebaut.
Im Film wird das Lied Twilight der englischen Rockband Electric Light Orchestra verwendet. Wie bei den Übernahmen der Figuren aus anderen Werken war auch diese Verwendung nicht genehmigt. Die beiden Daicon-Eröffnungsanimationen liefen nicht im Kino oder Fernsehen – was aufgrund der Urheberrechtsverletzungen auch nicht möglich war. 1988 erschien eine Laserdisc mit beiden Filmen und Zusatzmaterial, die als „nicht für den Verkauf bestimmt“ gekennzeichnet war, aber nur als Beigabe bei Kauf eines Making-Of-Buchs herausgegeben wurde.

## Rezeption, Analyse und Nachwirkungen
Der Film für die Daicon III war zwar erkennbar amateurhaft produziert, weckte aber trotzdem großes Interesse in der Branche. In beiden spektakulären Filmen, so Lawrence Eng, zeigten die die Produktionsgruppe Fähigkeiten, Kreativität und Engagement sowie ihre Begeisterung für Science-Fiction, Spezialeffekte und Anime. Trotz der einfachen Methoden seien die Animationen so ausgefeilt, dass sie sich mit den damaligen Produkten der großen Studios messen konnten oder diese überträfen, urteilt Thomas Lamarre.
Neben der verborgenen Vorreiterrolle für Original Video Animations liegt die Bedeutung der Filme auch darin, dass sie exemplarisch die zu ihrer Zeit wachsende Zahl von aufstrebenden jungen (Hobby-)Animatoren aufzeigen. Der Film zeigt außerdem deutlich die Interessen dieser neuen Generation von Fans, die die erste der später Otaku genannten Szene sein sollten, an Science Fiction und Spezialeffekten. Für Thomas Lamarre zeigen die vergleichsweise einfachen technischen Mittel auch, dass der Fokus der Beteiligten auf detailliertem Design und Animation der Figuren lag, weniger auf technologischer Raffinesse oder Tiefenwirkung. Etwas, das sich im späteren Werk der Beteiligten wiederholte. Die Gruppe Daicon Film, die mit den beiden Filmen Ansehen und Bekanntheit erlangte, firmierte 1984 zum Studio Gainax um, das viele bedeutende Animes produzieren sollte. Die Anfänge als begeisterte, selbst Filme produzierende Fans blieben für das Studio stets wichtiger Teil des Selbstverständnisses.
Mit der Verwendung von Computeranimationen war Daicon IV an der Spitze der Entwicklung in der Branche und fand erneut in der Branche Beachtung. Die Szene wurde später unter anderem von Studio Gonzo in der Verfilmung von Densha Otoko zitiert. Im Jahr 2001 wählte das Anime-Magazin Animage die Daicon-Animationen auf Platz 35 der „Top 100“-Anime aller Zeiten ein. Im August 2023 wurde auf der Wonder Festival Summer Convention in eine Sonderausstellung zum 40. Jahrestag von Daicon IV gezeigt.
Insbesondere Daicon IV wird von Takashi Murakami in seiner Theorie zu Superflat referenziert. In Bezug darauf schreibt Thomas Lamarre, dass die Informationsdichte und -gleichzeitigkeit von Daicon IV die spätere Informationsverarbeitung und -flut in Computeroberflächen und dem Internet vorausnehme – die später ebenfalls von großer Bedeutung für die Otaku-Kultur sein sollten. Für Lamarre steht Daicon IV als jedoch auch für die erfolgreiche Bewältigung dieser Informationen und des Drangs zur technischen Optimierung, und das trotz beschränkter Mittel. Sowohl auf technischer Ebene in den verwendeten Animationsmethoden als auch inhaltlich in der erzählten Geschichte zeige Daicon IV dem Zuschauer einen dekonstruierten und rekonstruierenden Blick auf die Welt, in dem die präsentierten Objekte auseinandergenommen und erneut zusammengesetzt werden. Dem Zuschauer zeige sich ein Blick auf die Welt, in dem technologische Optimierung nicht zur Zerstörung führt, oder jedenfalls nicht zu deren Ende, sondern zu einer Erneuerung oder Wiedergeburt.

## Neufassungen und weitere Veröffentlichungen

### Daicon 33
Von Gainax wurde am 8. Januar 2014 ein neues Projekt mit dem Namen „DAICON FILM 33“ angekündigt. Dieser Film soll zum 33. Jubiläum von Gainax-Films erscheinen. Die Grundlage des Projekts ist eine „Wiederbelebung von DAICON FILM“ und beinhaltet die Veröffentlichung verschiedener Produkte, die von den Originalfilmen aus den achtziger Jahren inspiriert sind. Auf der offiziellen Website des Projekts werden ab sofort Vorbestellungen für die erste Reihe von Memorabilien entgegengenommen. Eine neue Illustration des „Daicon Bunny Girl“ wurde von Takami Akai gezeichnet. Das Bild wurde auf der ersten Seite der offiziellen Website von Gainax veröffentlicht.

### Daicon IIIRestauration
Im Jahr 2021 hat sich Daicon Film neu formiert, um ein Remaster von Daicon III zu produzieren, an dem ein nicht näher benanntes Mitglied des ursprünglichen Teams des Films beteiligt ist. Die Ankündigung erfolgte mit Genehmigung von Daicon Film.